# Maurizio Marchetto
Maurizio Marchetto (Badia Polesine, 13 febbraio 1956) è un allenatore di pattinaggio ed ex pattinatore di velocità su ghiaccio italiano.

## Biografia
Nato a Badia Polesine, in provincia di Rovigo, nel 1956, è padre della conduttrice e youtuber Melissa Greta Marchetto.
A 19 anni ha partecipato ai Giochi olimpici di Innsbruck 1976, nei 5000 metri, dove è arrivato 21º in 8'04"07 e nei 10000, terminati con il 17º tempo, 16'22"55.
4 anni dopo, a Lake Placid 1980, ha preso parte ad un'ulteriore gara, i 1500 metri, che ha chiuso al 28º posto, in 2'07"45. Nei 5000 è arrivato 23º in 7'35"50, mentre nei 10000 22º in 15'56"73. 
Prima di ritirarsi è stato in gara alla sua terza Olimpiade, quella di Sarajevo 1984, nei 5000 e nei 10000, chiusi rispettivamente al 22º posto in 7'36"87 e al 20º in 15'19"77.
Dopo il ritiro è diventato allenatore: dal 1984 al 1992 e dal 1994 al 2010 ha svolto questo ruolo per la nazionale italiana, dove ha seguito atleti come Roberto Sighel, primo italiano campione mondiale ed Enrico Fabris, tre medaglie a Torino 2006, tra cui quella nell'inseguimento a squadre. Successivamente ha allenato il russo Ivan Skobrev e il francese Alexis Contin e dal 2011 la nazionale femminile russa. Nel 2015 è ritornato alla guida della nazionale italiana.